# Фантом (персонаж)
Фантом (англ. Phantom) — персонаж комиксов, придуманный и нарисованный Ли Фальком. Был удачно адаптирован в комиксы, кино, мультсериалы и видеоигры. В отличие от многих супергероев, Фантом не имеет суперсил и в бою опирается на боевые навыки, интеллект и технические приспособления. Также ему помогает мистификация своего образа: некоторые его враги считают, что им противостоит призрак.

## История создания
После успеха Мандрейка Волшебника издательство комиксов King Features Syndicate попросило Фалька придумать нового персонажа комиксов. Фальк создал Фантома, опираясь на мифы и легенды о Короле Артуре, а также на героев греческого и норвежского фольклора и на популярных персонажей, таких как Маугли и Тарзан. Сначала Фальк решил назвать своего персонажа «Серый призрак», но потом решил, что лучше назвать его «Фантом». Персонаж не имел зрачков, когда надевал маску, что делало его очень интересным и загадочным. Также Фантом носил обтягивающий костюм, что повлияло на дизайн всех последующих супергероев.

## Вымышленная биография
Легенда Фантома началась много лет назад. В 1536 году мирное торговое судно подплывало к берегам страны под названием Бенгала. Капитаном судна был англичанин по имени Кристофер Уокер. Корабль был захвачен грозными пиратами, которые безнаказанно хозяйничали в водах Индийского океана. Вся команда и капитан были убиты, но сыну капитана удалось спастись. Волны выбросили его на берег Бенгалы, где его приютило местное племя. На следующий день на берег выбросило тело мертвого пирата убившего капитана Уокера, и спустя некоторое время мальчик, держа в руке череп убийцы отца поклялся посвятить свою жизнь борьбе с пиратством, злом и насилием и потомкам завещал продолжить это дело. Так появился Фантом. Позже, мальчик нашел пещеру очень похожую на череп. Своими руками он усилил сходство. Эта пещера стала убежищем Фантома - Пещерой Черепа.

## Кольца Фантома
Фантом носит два кольца. Первое называется «Добрый знак». Его носят на левой руке, ближе к сердцу. «Добрый знак» не только дар, но и обязанность. Обладатель перстня должен был покровительствовать слабым и беспомощным. Тот, кто получал метку «Доброго знака» оказывался под покровительством Фантома. Это кольцо было золотым и имело вид скрещенных сабель. Оно было сделано после того, как шестой Фантом организовал Патруль Джунглей. Второе кольцо называется «Плохой знак». Этим кольцом Фантом клеймил всех тех, кто обижал невинных, а также совершал иные плохие действия. Метка «Плохого знака» оставалась у обладателя навсегда. Это кольцо было серебряным и имело вид черепа. Оно было дано первому Фантому Парацельсом. Исходным владельцем кольца был римский император Нерон, и позже было рассказано, что оно сделано из гвоздей, которыми Иисус был прибит к кресту.

## Враги Фантома
В связи с тем, что Фантом дал клятву бороться со злом во всех его проявлениях, он имел множество врагов в разные времена. Самым опасным врагом на протяжении многих столетий было братство Сингх, которое было в ответе за то пиратское нападение на торговом судне капитана Уокера. Позже оно стало корпорацией Сенгх, под предводительством Сандал Сингх, которая была дочерью бывшего лидера братства Догаи Сенгха.
В кино «Фантом» 1996 года, главным противником Фантома является Ксандер Дракс, который собирался получить могущество с помощью трех священных черепов Бенгалы :Золотого черепа, Серебряного черепа и Нефритового черепа.
На протяжении всего мультсериала «Фантом 2040», главным противником Фантома была Ребекка Мэдисон, которая хотела уничтожить экологию Земли ради так называемой «Эры Максимума»

## Костюм и оружие
Фантом носит фиолетовый костюм и чёрную маску, чем то похожую на маску Зорро. Сначала Ли Фальк хотел сделать костюм серым, и поэтому хотел назвать персонажа «Серый призрак», но такой персонаж уже существовал, поэтому Фальк сделал костюм фиолетовым и назвал его «Фантом». Фантом носит с собой два пистолета, но не для того, чтобы убивать. Благодаря своей меткости, он может разоружать противников стреляя им по рукам.
В мультсериале «Фантом 2040», Фантом мог становиться невидимым, благодаря своему костюму, а также благодаря рецепторам в капюшоне, никто не мог снять маску Фантома кроме него самого.

## Силы и способности
Фантом является одним из героев, не обладающих сверхспособностями, а использующих исключительно собственный интеллект и физическую подготовку. Известен как довольно неплохой детектив. Все Фантомы были специально обучены и подготовлены для своего дела.
Фантом умеет водить машину, а также обращаться с сложной техникой.

## Парк Развлечений
«Страна Фантома» была частью шведского зоопарка Parken Zoo, где зрители могли посетить пещеру Черепа и много других мест из комиксов. Посетители также могли встретить актёров, одетых как Фантом, и быть свидетелем коротких пьес с участием персонажей из комиксов. «Страна Фантома» была открыта Ли Фальком в 1986 году и была закрыта в апреле 2010 года в связи с тем, что теперь Фантом не так хорошо известен среди детей, как это было раньше.